# USS Massachusetts (BB-59)
USS Massachusetts (BB-59) är det tredje av fyra snabba slagskepp i South Dakota-klassen som byggdes för den amerikanska flottan i slutet av 1930-talet. De första amerikanska slagskeppen som konstruerades efter att systemet i Washingtonfördraget började bryta samman i mitten av 1930-talet. Klassen drog därför nytta av en upptrappningsklausul som gjorde det möjligt att öka huvudbatteriet till 406 mm kanoner, men vägran att godkänna större slagskepp gjorde att deras deplacement höll sig nära Washingtongränsen på 36 000 ton. Kravet på att vara bepansrade mot samma kaliber kanoner som de bar, i kombination med deplacementsbegränsningen, resulterade i trånga fartyg, ett problem som förvärrades av ändringar under kriget som avsevärt förstärkte deras luftvärnsbatterier och ökade deras besättningar.
När fartyget togs i tjänst skickades Massachusetts till stöd för Operation Torch, invasionen av Franska Nordafrika, i november 1942. Där deltog hon i en artilleriduell med det ofullständiga franska slagskeppet Jean Bart och neutraliserade det. Massachusetts överfördes därefter till Stilla havet; hon tillbringade kriget främst som eskort för den snabba hangarfartygsgruppen för att skydda hangarfartygen från yt- och luftangrepp. I denna egenskap deltog hon i Gilbert- och Marshallöarna-kampanjen 1943 och i början av 1944 samt i Filippinerna-kampanjen i slutet av 1944 och i början av 1945. Senare under 1945 stödde fartyget de allierade styrkorna under slaget om Okinawa och deltog därefter i attacker mot Japan, bland annat genom att beskjuta industrimål på Honshu i juli och augusti.
Efter kriget återvände Massachusetts till USA och togs ur bruk och placerades vid Atlantreservflottan i Norfolk 1947. Hon förblev ur tjänst fram till 1962, då hon ströks ur flottans register. Tre år senare överfördes hon till Massachusetts Memorial Committee och bevarades som museifartyg vid Battleship Cove i Fall River, Massachusetts. En del material togs bort på 1980-talet för att återaktivera slagskeppen i Iowa-klassen, men i övrigt är fartyget fortfarande i original utförande.

## Design

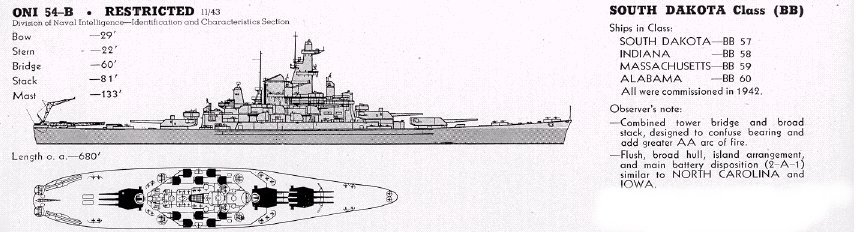
Igenkännings-ritning av ett South Dakota-klass slagskepp

South Dakota-klassen beställdes i samband med den globala flott-upprustningen i samband med att Washingtonavtalet som styrde byggandet av slagskepp under 1920-talet och början av 1930-talet bröts samman. Enligt Washington- och Londonfördraget var så kallade fördragsbundna slagskepp begränsade till ett standarddeplacement på 36 000 ton och ett huvudbatteri med 356 mm kanoner. Efter Japans beslut att överge fördragssystemet beslutade USA:s flotta 1936 att åberopa "eskaleringsklausulen" i det andra Londonfördraget som gjorde det möjligt att öka deplacementet till 46 000 ton och beväpningen till 406 mm kanoner. Kongressens invändningar mot att öka storleken på de nya fartygen tvingade konstruktörerna att hålla deplacementet så nära 36 000 t som möjligt, samtidigt som de större kanonerna och det tjockare pansaret skulle vara tillräckligt för att besegra fientliga fartyg med kanoner av samma kaliber.

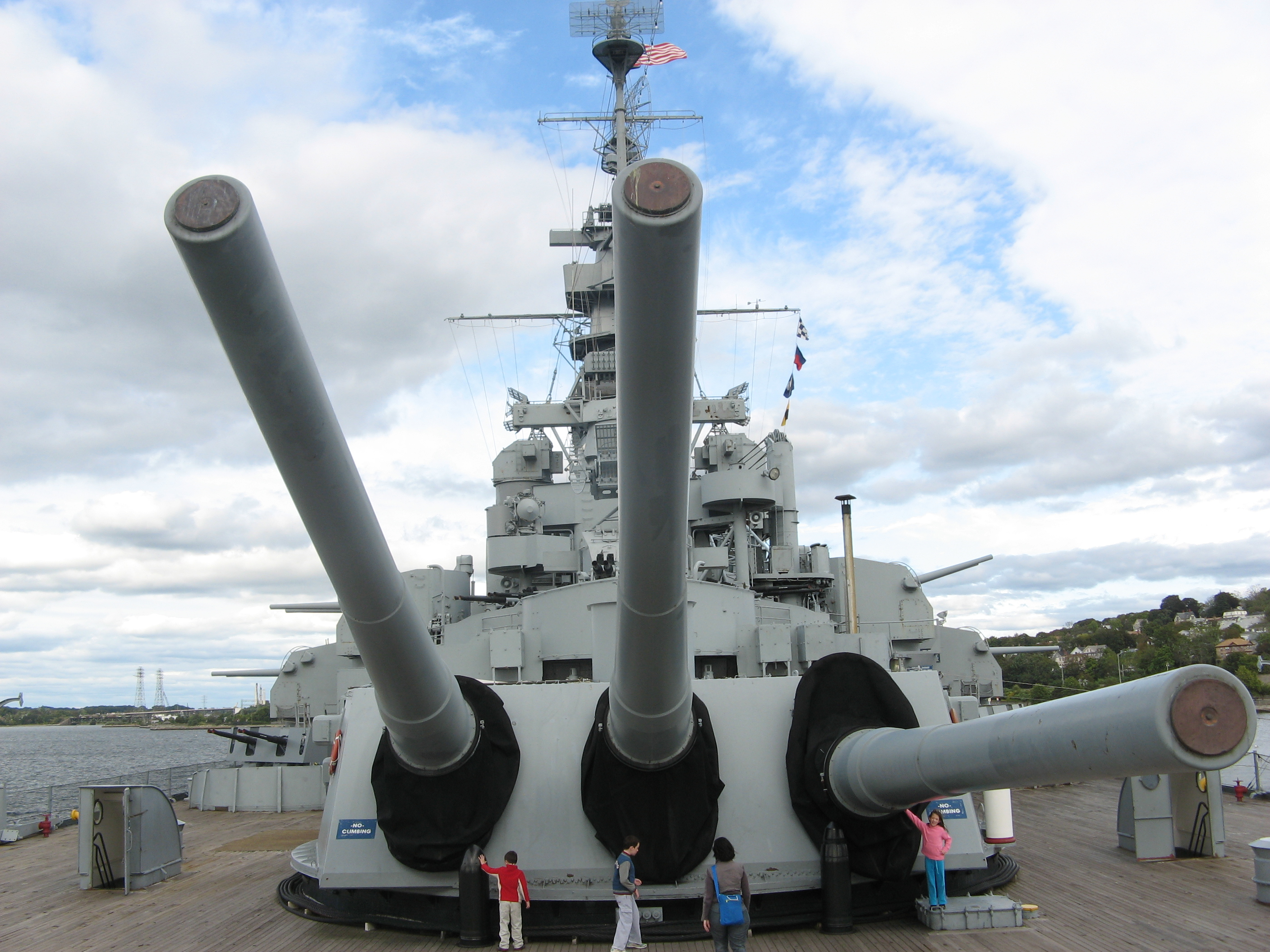
Massachusetts bakre torn visar hur kanonerna kunde eleveras individuellt

Massachusetts är 210 m långt och har en bredd på 32,97 m och ett djupgående på 10,69 m. Hennes deplacement var 38 580 ton i original utförande och upp till 45 233 ton vid fullast. Fartyget drevs av fyra ångturbiner från General Electric, som var och en drev en propelleraxel, med hjälp av ånga från åtta oljeeldade Babcock & Wilcox-pannor. Turbinerna hade en effekt på 130 000 hästkrafter (97 000 kW) och var avsedda att ge en toppfart på 27,5 knop (50,9 km/h). Fartyget hade en räckvidd på 15 000 nautiska mil (28 000 km) vid en hastighet av 15 knop (28 km/h). Hon hade tre Vought OS2U Kingfisher-flygplan för flygspaning, som avfyrades av ett par flygplanskatapulter monterade på hennes akter. Hennes besättning i fredstid uppgick till 1 793 officerare och värnpliktiga, men under kriget svällde besättningen till 2 500 officerare och värnpliktiga.
Fartyget är beväpnat med ett huvudbatteri med nio Mark 6-kanoner i kaliber 406/45 i tre trippelkanontorn på mittlinjen, varav två är placerade i ett överfyrarpar framåt och det tredje akterut. Det sekundära batteriet bestod av tjugo 127 mm/38-kaliber allmålskanoner monterade i dubbeltorn som var grupperade mittskepps, fem torn på vardera sidan. Från början var fartyget utrustat med ett luftvärnsbatteri med tolv 28 mm kanoner och tolv 12,7 mm (.50-kaliber) M2 Browning-kulsprutor, men det kompletterades senare med ett batteri med sex fyrdubbla 40 mm Bofors-kanoner i stället för 28 mm kanonerna och trettiofem 20 mm Oerlikon automatkanoner i stället för kulsprutorna.

### Modifieringar

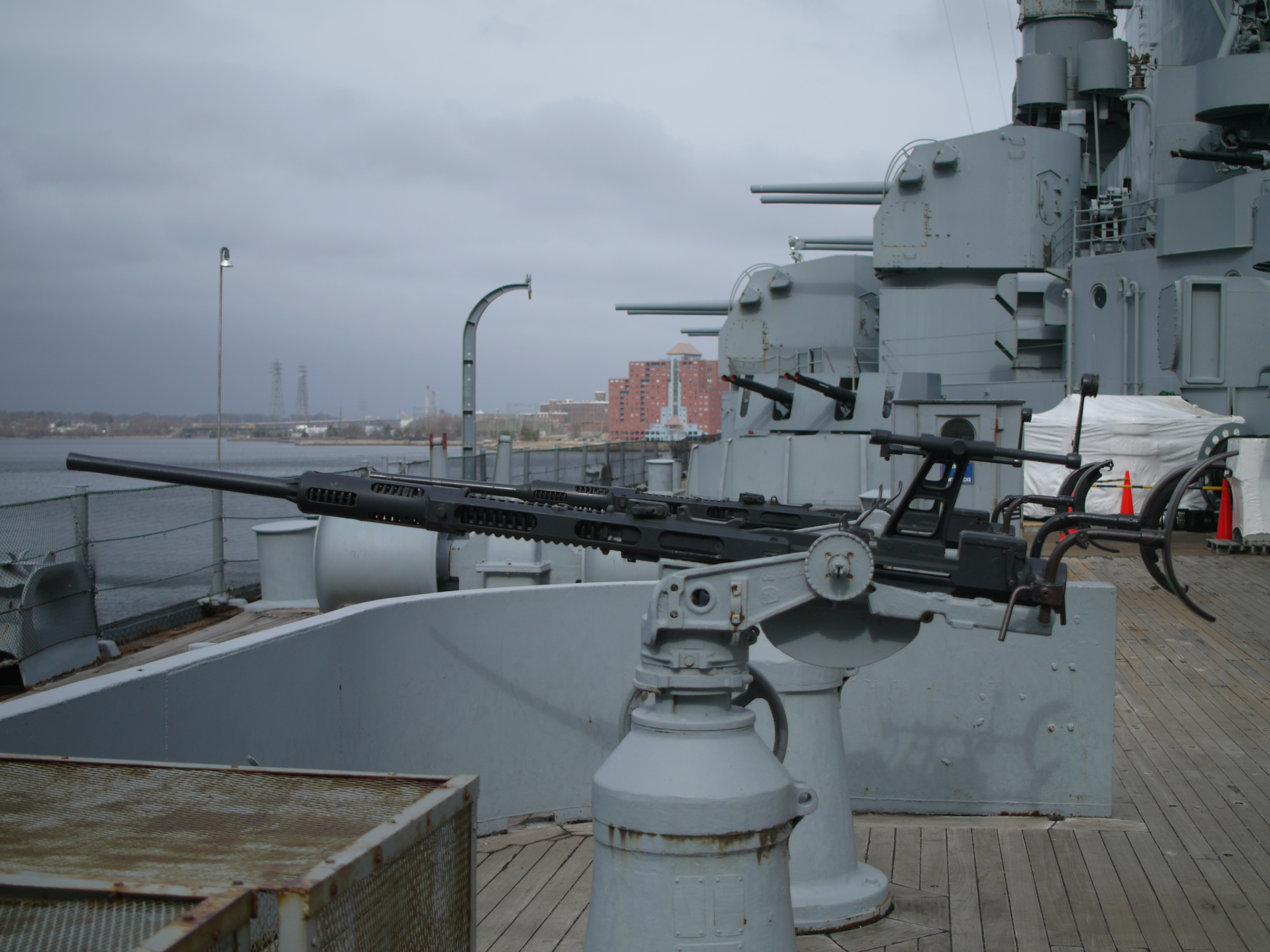
Bild som visar Massachusetts luftvärnskanoner och 127 mm allmålskanoner

Massachusetts fick en rad modifieringar under kriget, som främst bestod av tillägg till luftvärnsbatterierna och olika typer av radarutrustning. Det första tillägget var installationen av en SC sökradar 1941, monterad i förmasten, som senare ersattes med en uppsättning av SK-typ. Samtidigt installerades en SG ytspaningsradar i den främre överbyggnaden; en andra SG-uppsättning lades till i huvudmasten efter erfarenheter under Guadalcanal-kampanjen 1942. Medan hon fortfarande var under konstruktion fick hon en Mark 8 eldledningsradar, monterad på sitt kommandotorn för att hjälpa till med riktningen av sina huvudbatterikanoner och Mark 4-radarer för sekundärkanonerna. Hon fick senare Mark 12/22-uppsättningar i stället för Mark 4:orna. Massachusetts fick också en TDY störsändare.
Fartygets lätta luftvärnsbatteri utökades gradvis. Ytterligare fyra stycken fyrdubbelt monterade 40 mm kanoner lades till i slutet av 1942, och i februari 1943 lades ytterligare två fyrdubbla kanonfästen till, en vardera på taket av torn 2 och 3. Vid den här tiden hade fartyget fått ytterligare tjugofyra 20 mm kanoner, vilket gjorde att det totala antalet kanoner uppgick till sextioen stycken. Ytterligare två 40 mm fyrdubbla fästen lades till i februari, och ytterligare sju 20 mm-kanoner lades till senare samma år för att få ett totalt batteri med sextio eldrör. I början av 1944 hade flottan börjat inse att 20 mm-kanonerna var för svaga och hade gjort upp planer på att minska antalet av dessa kanoner till 33 eldrör till förmån för fler 40 mm-kanoner. I oktober hade Massachusetts trettiotvå av dessa kanoner. Hon fick ytterligare sex fyrdubbla 40 mm-kanoner, vilket ökade det totala antalet till sjuttiotvå kanoner. Två av dessa nya fyrdubbelmonteringar monterades på backen, vilket visade sig vara av begränsad nytta eftersom de var oanvändbara i alla utom i de lugnaste sjötillstånden, och de togs bort i samband med fartygets ombyggnad efter kriget, liksom kanonerna på toppen av torn nummer 2.

## Tjänstgöring

### Konstruktion och operationer i Atlanten

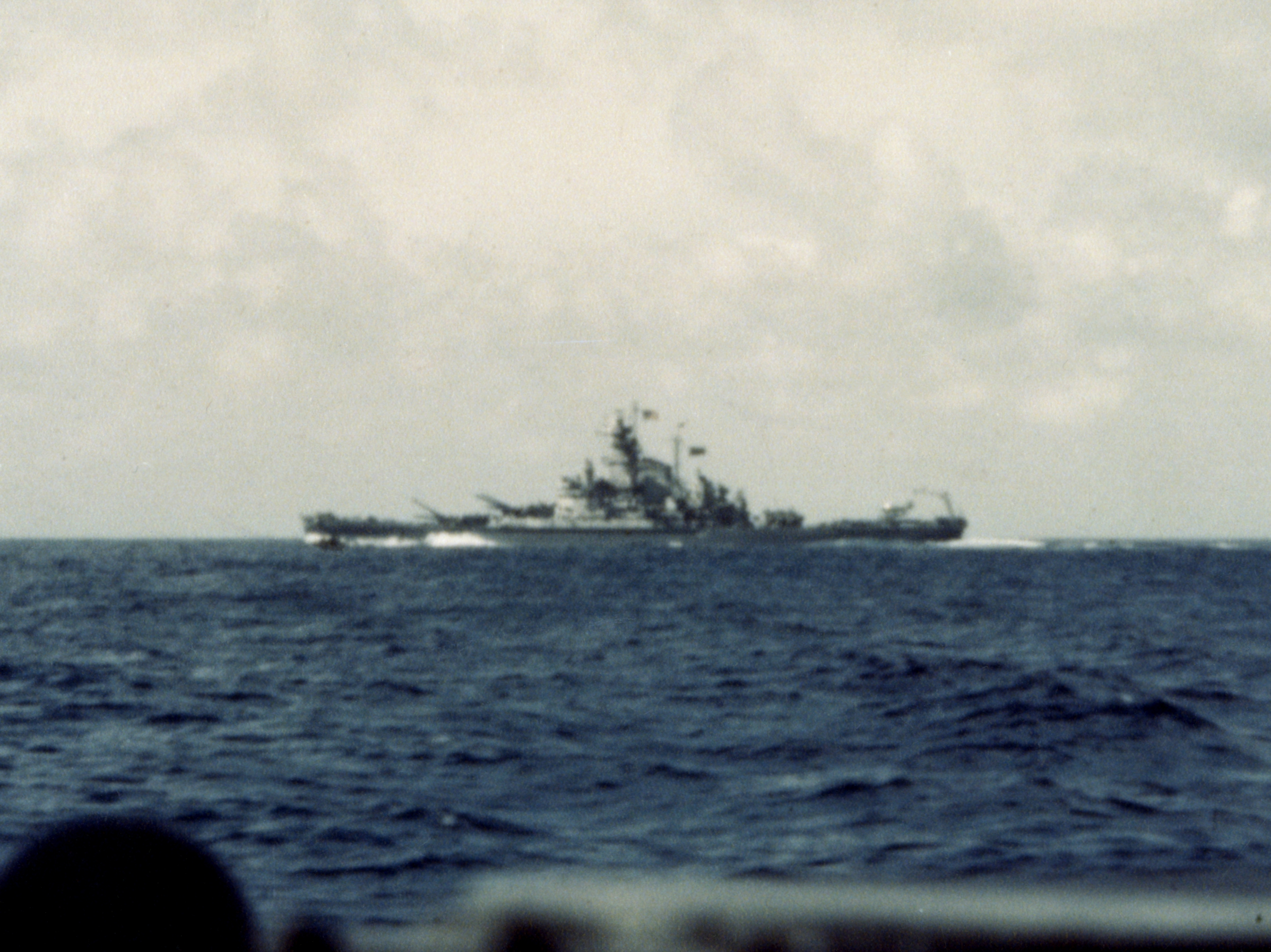
Massachusetts utanför Casablanca, 8 november 1942

Massachusetts kölsträcktes på Bethlehem Steels Fore River-varv den 20 juli 1939. Hon sjösattes den 23 september 1941 och efter att ha slutfört sitt utrustande togs hon i bruk i flottan den 12 maj 1942. Därefter genomförde hon sin sjötester innan hon flyttade till Casco Bay, Maine; därifrån tilldelades hon Västra flottstyrkan, som skulle stödja Operation Torch, invasionen av Franska Nordafrika. Massachusetts gav sig iväg den 24 oktober för att ansluta sig till resten av förbandet, som hon mötte till sjöss fyra dagar senare. Hon blev konteramiral Henry Kent Hewitts flaggskepp, en del av Styrka 34.1, som även inkluderade de tunga kryssarna Wichita och Tuscaloosa och fyra jagare. Fartygen träffade resten av invasionsflottan den 28 oktober cirka 450 nmi (830 km) sydost om Cape Race och fortsatte över Atlanten.
Massachusetts deltog i sjöslaget vid Casablanca som inleddes tidigt på morgonen den 8 november. Fartygen hade till uppgift att neutralisera det främre franska försvaret, som omfattade kustartilleri på El Hank, flera ubåtar och det ofullständiga slagskeppet Jean Bart som låg för ankar i hamnen med endast hälften av sitt huvudbatteri installerat. Massachusetts började skjuta klockan 07:04 på ett avstånd av 22 000 meter och kom kort därefter under eldgivning från Jean Bart på morgonen, och hon besvarade eldgivningen klockan 07:40. Wichita och Tuscaloosa angrep inledningsvis de franska batterierna på El Hank och de franska ubåtsdockorna, medan Massachusetts attackerade Jean Bart. De franska sjöstridskrafterna, ledda av kryssaren Primauguet, försvarade sig envist. Massachusetts och de amerikanska kryssarna bröt upp försök av franska jagare att attackera flottan innan de återvände till att beskjuta Jean Bart; under striden fick Massachusetts fem träffar på Jean Bart och satte hennes huvudkanontorn ur funktion.
När Jean Bart var ur funktion ändrade Massachusetts och de andra fartygen eldgivningen för att förstöra kustartilleribatterier, ett ammunitionslager och handelsfartyg i hamnen. En av hennes 406 mm granater träffade också den flytande torrdockan som innehöll ubåten Le Conquérant; torrdockan sjönk, men Le Conquérant skadades inte och kunde komma iväg, bara för att sänkas av en PBY Catalina till havs. De franska försvararna gick med på ett eldupphör den 11 november, vilket gjorde att fartygen i Styrka 34.1 kunde avdelas för andra operationer. Massachusetts gav sig iväg till USA den 12 november för att påbörja förberedelserna för operationer i Stilla havet.

### Stilla havskriget

#### Kampanjen på Gilbert- och Marshallöarna

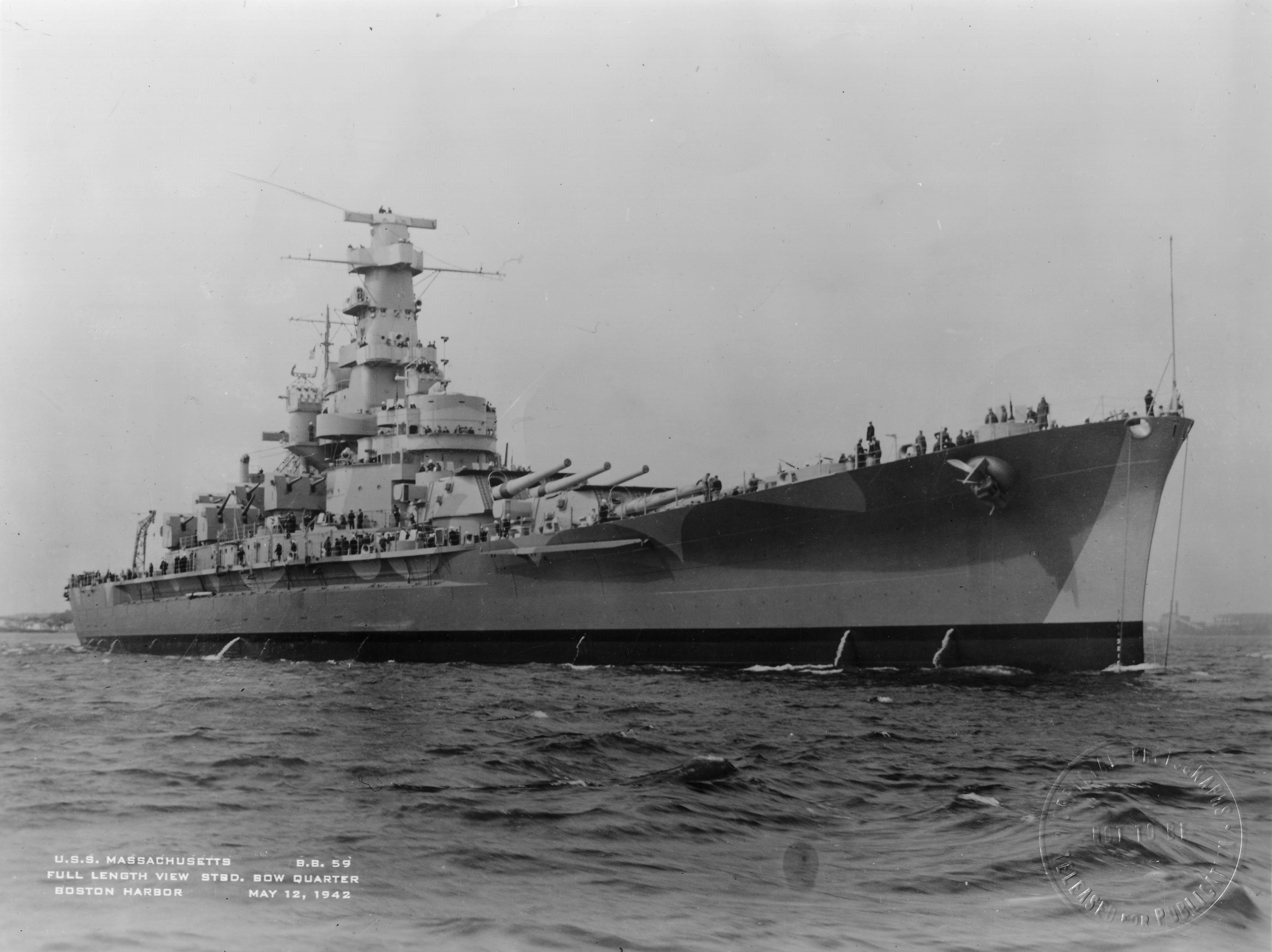
Massachusetts utanför Boston 1942

Massachusetts nådde Noumea i Nya Kaledonien den 4 mars 1943 och tillbringade de följande månaderna med att eskortera konvojer till Salomonöarna till stöd för operationerna under slaget om Guadalcanal. Den 30 juni beskyddade hon ett amfibieanfall på New Georgia, som var en del av Operation Cartwheel; vid den tidpunkten var hon tilldelad slagskeppsgruppen för Styrka 36.3, som inkluderade hennes systerfartyg Indiana och North Carolina. Under den följande veckan inledde japanerna flera sjö- och flygattacker mot amerikanska styrkor som deltog i kampanjen, men inga mot slagskeppsgruppen.
Hon lämnade området den 19 november för att delta i kampanjen på Gilbert- och Marshallöarna och eskorterade hangarfartygsgruppen Styrka 50.2, återigen i sällskap med Indiana och North Carolina, som genomförde en rad luftangrepp mot Makin, Tarawa och Abemama på Gilbertöarna. Dessa operationer var till stöd för landstigningarna på Tarawa och Makin, både för att försvaga det japanska försvaret på öarna och även för att isolera de japanska garnisonerna från styrkor på närliggande öar som skulle kunna förstärka dem eller inleda motattacker. Den 8 december deltog hon i ett bombardemang av japanska positioner på Nauru. För operationen var hon avdelad för att bilda Styrka 50.8 under konteramiral Willis Lees befäl, tillsammans med North Carolina, Indiana, South Dakota och Washington och flera eskorterande jagare.
Operationerna under kampanjen fortsatte i januari 1944, med invasionen av Kwajalein; vid denna tidpunkt hade Massachusetts överförts till Styrka 58.1, under befäl av Femte flottan. Under en stor del av Stillahavskriget tjänstgjorde Massachusetts i den snabba hangarfartygsgrupp, vid den tiden benämnd Styrka 58, och skyddade hangarfartygen från ytattacker och bidrog med sitt tunga luftvärnsbatteri mot japanska luftangrepp. Hangarfartygen slog till mot många mål på Marshallöarna, återigen för att isolera garnisonen på Kwajalein. Massachusetts besköt ön den 30 januari tillsammans med Washington, North Carolina och Indiana, dagen innan marinsoldater gick i land.

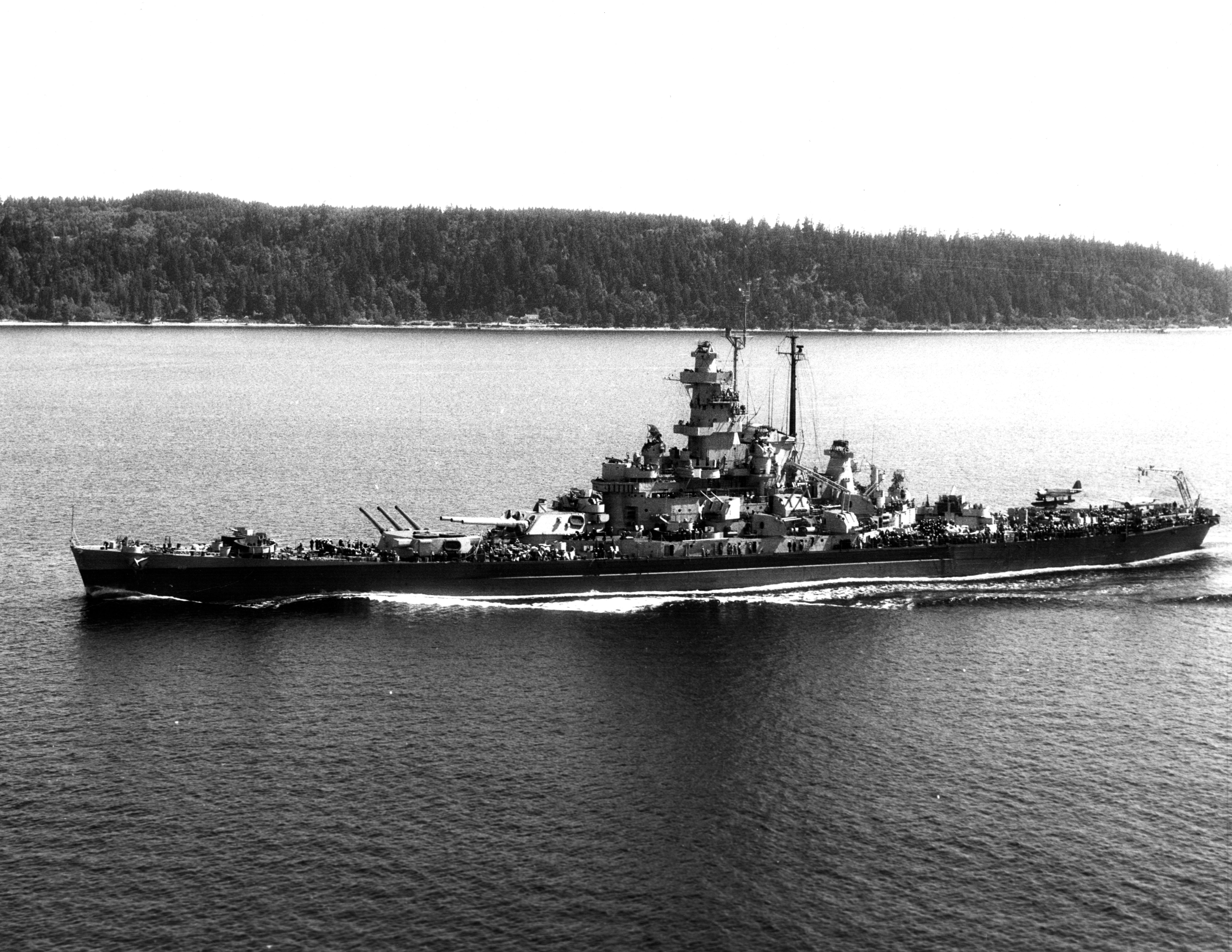
Massachusetts efter fartygets ombyggnad 1944

Massachusetts fortsatte sin roll som eskort för den snabba hangarfartygsstyrkan under Operation Hailstone den 17 februari, en stor hangarfartygsräd mot ön Truk, som hade varit den japanska flottans primära samlingsplats i centrala Stilla havet. Fartyget ingick nu i Styrka 58.3 för attacken. Flottan fortsatte att genomföra en rad attacker mot öarna Saipan, Tinian och Guam, vilket provocerade fram tunga japanska flygattacker som svar. Massachusetts bidrog med sitt tunga luftvärnsbatteri till flottans försvar. Den amerikanska flottan flyttade sedan till Karolinerna och slog till mot flera öar i området.
Den 22 april stödde flottan landstigningen vid Hollandia i västra Nya Guinea. På vägen tillbaka från området slog flottan till mot Truk igen. Den 1 maj anslöt sig Massachusetts till en eldunderstödsgrupp med beteckningen Styrka 58.7 som attackerade Pohnpei på Senyavinöarna, återigen under Lees befäl. Efter attacken drog sig flottan tillbaka till Eniwetok på Marshallöarna. Därifrån avskiljdes fartyget för en översyn vid Puget Sound Naval Shipyard, vilket bland annat innebar att kanonerna byggdes om, eftersom de vid det laget hade blivit slitna. Därför var hon inte tillgänglig för Mariana- och Palauöarna-kampanjen som genomfördes i juni och juli. Hon lämnade västkusten i juli och stannade i Pearl Harbor på vägen och avgick därifrån den 1 augusti för att återförenas med flottan vid Marshallöarna.
Vid den här tiden hade Tredje flottan tagit befälet över den snabba hangarfartygsgruppen och alla underordnade enheter numrerades om från 50-tal till 30-tal. Följaktligen anslöt hon sig till Styrka 38.3 när hon nådde flottan och eskorterade hangarfartyg som gjorde en rad anfall i slutet av augusti och början av september som förberedelse för landstigningarna vid Morotai och Peleliu. Dessa inkluderade attacker den 9 och 10 september på ön Mindanao i Filippinerna för att neutralisera flygfält som hölls av japanerna och som kunde störa landstigningarna. Mellan den 12 och 14 september flyttade flottan för att slå till mot mål i Visayaöarna. Massachusetts eskorterade hangarfartygen för ytterligare attacker på Luzon, särskilt runt huvudstaden Manila, och Visayaöarna den 21-22 september. Den månadslånga kampanjen förstörde cirka 1 000 japanska flygplan och sänkte eller neutraliserade på annat sätt 150 fartyg.

#### Filippinerna

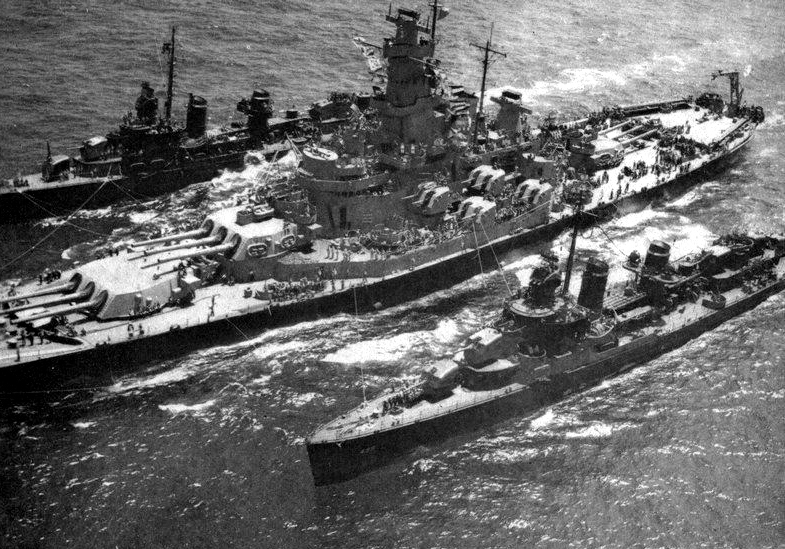
Massachusetts överför bränsle till två Fletcher-klass, 1944

Den 6 oktober gick Massachusetts ut med resten av flottan för att börja förbereda invasionen av Filippinerna, fortfarande som en del av Styrka 38.3. Den första operationen var en stor attack mot japanska flygbaser på Okinawa den 10 oktober, som en del av en insats för att minska Japans förmåga att störa landstigningarna från flygbaser i regionen. Mellan den 12 och 14 oktober slog den snabba hangarfartygsstyrkan till mot baser på Formosa (Taiwan), innan den återvände till invasionsflottan utanför Leyte, som var det ursprungliga målet. Under anfallen mot Okinawa och Formosa utsattes flottan för tunga luftangrepp, men Massachusetts anfölls inte, eftersom de japanska attackerna koncentrerades på insatsgrupperna 38.1 och 38.4. Den 16 oktober skickades en grupp japanska kryssare och jagare ut för att attackera amerikanska fartyg som hade skadats i attackerna, vilket fick Massachusetts och resten av Styrka 38.3 och 38.2 att återvända norrut för att angripa dem, men de lyckades inte lokalisera japanerna innan de återvände till hamnen vid Amami-Ōshima.
Dagen därpå återvände hangarfartyget för att slå till mot Luzon, samma dag som delar av sjätte armén gick i land vid Leyte; raiderna mot Luzon fortsatte till den 19 oktober. Landstigningen vid Leyte ledde till att Operation Shō-Gō 1 aktiverades, den japanska flottans planerade motdrag mot en allierad landstigning i Filippinerna. Planen var en komplicerad operation med tre separata flottor: Den 1:a mobila flottan, nu benämnd Norra styrkan under Jisaburō Ozawa, Center styrkan under Takeo Kurita och Södra styrkan under Shōji Nishimura. Ozawas hangarfartyg, som vid det här laget var tömda på de flesta av sina flygplan, skulle tjäna som lockbete för Kuritas och Nishimuras slagskepp, som skulle utnyttja distraktionen för att attackera invasionsflottan direkt.
Kuritas fartyg upptäcktes i San Bernardino-sundet den 24 oktober, och i det efterföljande slaget i Sibuyanhavet sänkte amerikanska hangarfartyg det stora slagskeppet Musashi, vilket fick Kurita att tillfälligt ändra kurs. Detta övertygade amiral William F. Halsey, befälhavare för tredje flottan, att skicka den snabba hangarfartygsstyrkan för att förstöra 1:a mobila flottan, som vid det laget hade upptäckts. Senare på kvällen föreslog kommendör Arleigh Burke, amiral Marc Mitschers stabschef, att Mitscher skulle avdela Massachusetts och South Dakota (tillsammans med ett par lätta kryssare och en skärm av jagare) för att skicka dem före hangarfartygen för att utkämpa en nattlig strid med den norra styrkan. Mitscher gick med på detta och beordrade kl. 17.12 konteramiral Forrest Sherman att genomföra planen. Halsey ingrep innan Sherman kunde skicka fartygen norrut och upphävde Mitschers beslut och beordrade dem att behålla slagskeppen hos huvudflottan. Massachusetts ångade norrut med hangarfartygen, och på vägen dit upprättade Halsey Styrka 34, bestående av Massachusetts och fem andra snabba slagskepp, sju kryssare och arton jagare, under befäl av den nu viceamiral Willis Lee.

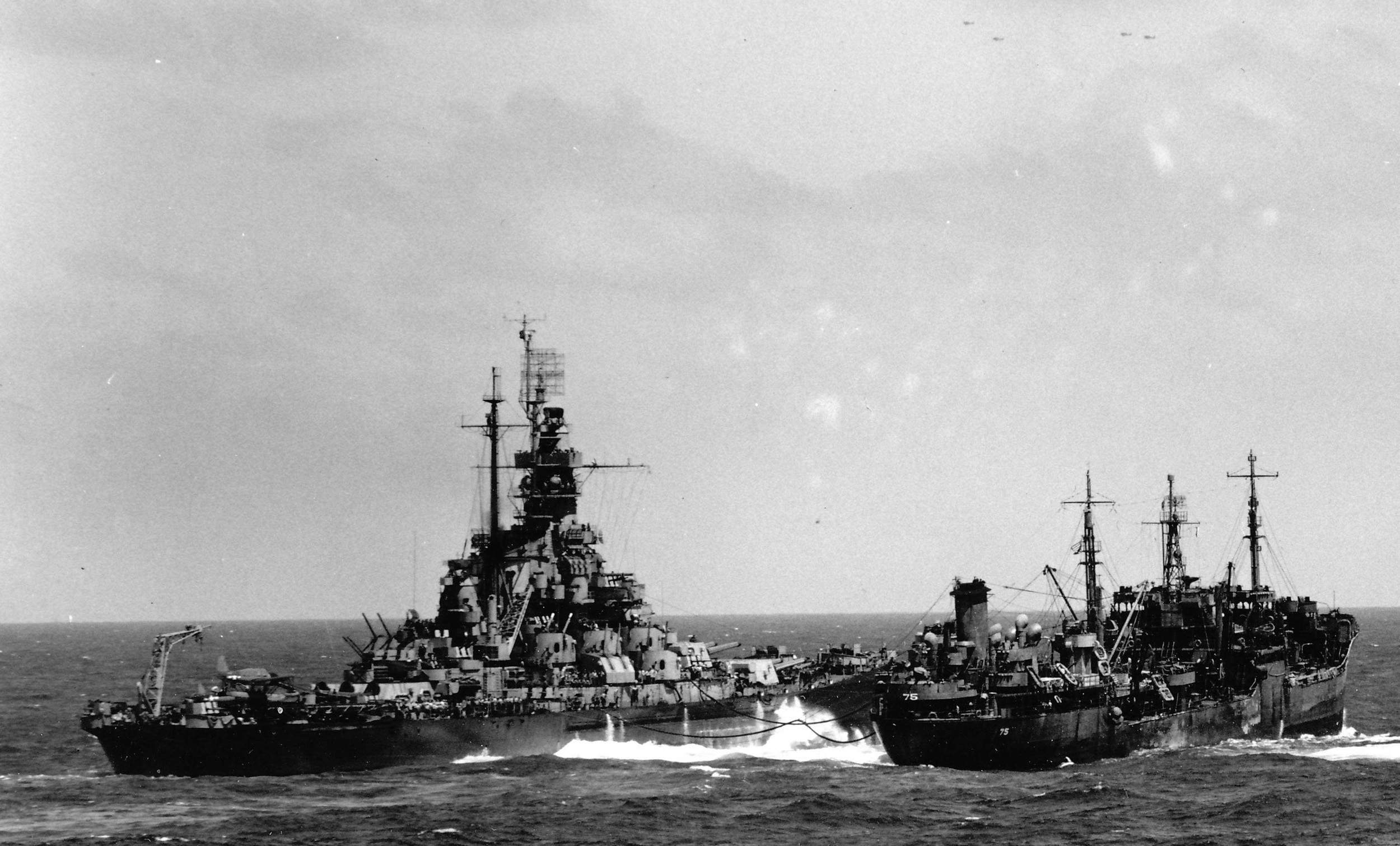
Massachusetts mottar bränsle från tankfartyget USS Saugatuck 1945

Styrka 34 var uppställd framför hangarfartygen och fungerade som deras skärm. På morgonen den 25 oktober inledde Mitscher sin första attack mot den norra styrkan och inledde slaget utanför Cape Engaño. Under sex attacker mot den japanska flottan sänkte amerikanerna alla fyra hangarfartyg och skadade två gamla slagskepp som hade omvandlats till hybridhangarfartyg. Utan att Halsey och Mitscher visste om det hade Kurita återupptagit sin framfart genom San Bernardino-sundet sent den 24 oktober och passerade in i Leytebukten nästa morgon. Medan Mitscher var upptagen med den nordliga lockbetesstyrkan gick Kurita in för att attackera invasionsflottan; i slaget utanför Samar hölls han tillbaka av en grupp eskorthangarfartyg och jagare, TU 77.4.3, känd som Taffy 3. Frantiska rop på hjälp senare på morgonen fick Halsey att avskilja Lees slagskepp för att gå söderut och ingripa.
Halsey väntade dock mer än en timme efter att ha fått order från amiral Chester W. Nimitz, befälhavare för USA:s Stillahavsflotta, att avskilja Styrka 34. Under denna tid fortsatte de att färdas norrut och förseningen förlängde slagskeppens resa söderut med två timmar. Ett behov av att låta jagarna tanka fördröjde Styrka 34:s framfart söderut ytterligare. Kraftigt motstånd från Taffy 3 orsakade oordning bland Kuritas slagskepp och kryssare och ledde till att han avbröt attacken innan Massachusetts och resten av Styrka 34 kunde anlända. Halsey avdelade slagskeppen Iowa och New Jersey som Grupp 34.5 för att förfölja Kurita genom San Bernardino-sundet medan Lee tog resten av sina fartyg längre sydväst för att försöka skära av hans flyktväg, men båda grupperna anlände för sent. Historikern H. P. Wilmott spekulerade i att om Halsey hade avdelat Styrka 34 snabbt och inte fördröjt slagskeppen genom att tanka jagarna, kunde fartygen lätt ha anlänt till sundet före Center styrkan och, tack vare den markanta överlägsenheten hos deras radarstyrda huvudkanoner, förstört Kuritas fartyg.
Flottan drog sig tillbaka till Ulithi för att fylla på bränsle och ammunition innan den påbörjade en rad attacker mot japanska flygfält och andra anläggningar på Luzon samtidigt som amfibiestyrkan förberedde sig för nästa landstigning på ön Mindoro i västra Filippinerna. Massachusetts ingick nu i Grupp 38.1. Hangarfartygen slog till mot Manila den 14 december och efter att flottan dragit sig tillbaka den 17 december svepte tyfonen Cobra genom området och slog till mot flottan och sänkte tre jagare, medan Massachusetts inte skadades nämnvärt. Hon rapporterade en skada bland besättningen och förlusten av två av sina spaningsflygplan. Från den 30 december till den 23 januari 1945 opererade Massachusetts tillsammans med hangarfartygen i Grupp 38, som genomförde en rad raider mot Formosa och Okinawa, för att stödja invasionen av Lingayenbukten i norra Filippinerna. Hangarfartygen i Grupp 38.1 koncentrerade sina attacker på Formosa.

#### Operationer utanför Japan och efterkrigstiden

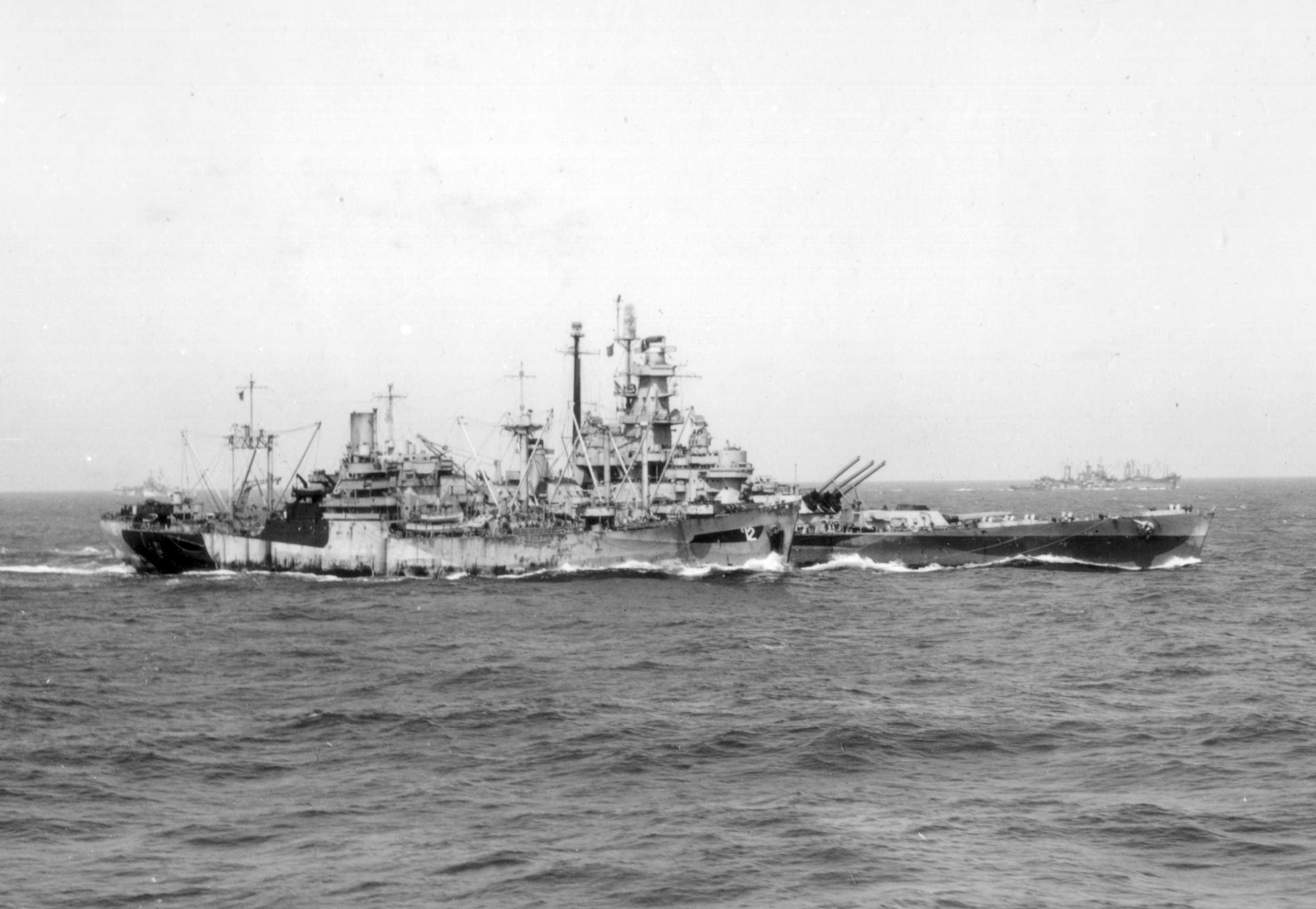
Massachusetts överför ammunition från fraktfartyget USS Wrangell

I februari hade den snabba hangarfartygsgruppen återgått till Femte flottans ledning och Massachusetts ingick nu i Grupp 58.1. Fartyget fortsatte i sin roll som eskort för flottans hangarfartyg under en rad attacker mot Honshu; dessa gjordes för att stödja den kommande slaget om Iwo Jima. Styrkan lämnade Ulithi den 10 februari och efter att ha genomfört övningar utanför Tinian den 12 februari och tankat upp den 14 februari inledde man attackerna mot Honshu den 16 februari. Ytterligare räder genomförs dagen därpå och den 18 februari drar sig fartygen i Grupp 58.1 tillbaka för att tanka till havs. Hangarfartygen gjorde även räder mot Iwo Jima under striden där, där Grupp 58.1 bidrog med sin eldkraft från och med den 20 februari. Styrka 58 drog sig tillbaka för att tanka den 24 februari och gjorde sedan ytterligare attacker mot Tokyo-området under loppet av den 25 och 26 februari. De färdades sedan söderut för att anfalla Okinawa den 1 mars innan de drog sig tillbaka nästa dag till Ulithi, som de nådde den 4 mars.
Styrka 58 gick ut igen den 14 mars för en ny räd mot Japan; Massachusetts tilldelades återigen Grupp 58.1. Fartygen tankade på vägen den 16 mars. Två dagar senare inledde hangarfartygen en ny serie attacker mot Japans fastland, med början med mål på ön Kyushu för att försvaga de japanska styrkorna inför invasionen av Okinawa i april. En stor motattack bestående av 48 kamikazeflygplan träffade flottan, men attackerna var koncentrerade till Grupp 58.4 och som ett resultat av detta klarade sig Massachusetts utan skador. Nästa dag, under räder mot Kure-området, attackerade japanska bombplan flottan och skadade hangarfartyget Wasp, som ingick i Grupp 58.1, svårt, men Massachusetts träffades inte. Kraftiga skador som bombplan och kamikazeflygplan tillfogade andra enheter fick Mitscher, befälhavare för Styrka 58, att dra tillbaka sin flotta och omorganisera den. Massachusetts stannade kvar i Grupp 58.1, men två kryssare avdelades för att eskortera Wasp tillbaka till Ulithi.
Den 23 mars ångade Styrka 58 mot sydväst för att påbörja förberedande attacker mot Okinawa inför landstigningen på ön. Nästa dag förstörde hangarfartygen i Grupp 58.1 en konvoj med åtta transportfartyg utanför Kyushu och Massachusetts avdelades i sällskap med slagskeppen Indiana, New Jersey och Wisconsin som Styrka 59 för att beskjuta Okinawa, därefter återvände fartyget till sina hangarfartygsgrupper. Fartyget tillbringade stora delar av april med att operera utanför ön och hjälpte till att avvärja tunga japanska luftangrepp. Under hela denna period roterade hangarfartygsgrupperna genom skådeplatsen, med två grupper i aktiv tjänst vid varje given tidpunkt. Tunga och upprepade kamikazeattacker träffade många fartyg under kampanjens gång, men Massachusetts var aldrig en måltavla. I slutet av maj återtog tredje flottan befälet över Styrkan, och Massachusetts enhet omnumrerades följaktligen till Grupp 38.1. Den 5 juni passerade fartyget genom ytterligare en tyfon som inte tillfogade Massachusetts några allvarliga skador. Fem dagar senare ångade Massachusetts för att beskjuta japanska anläggningar på ön Minami Daito Jima i Ryukyuöarna. Efter detta bombardemang drog sig Styrka 38 tillbaka till Leytebukten efter tre månaders oavbruten tjänst.

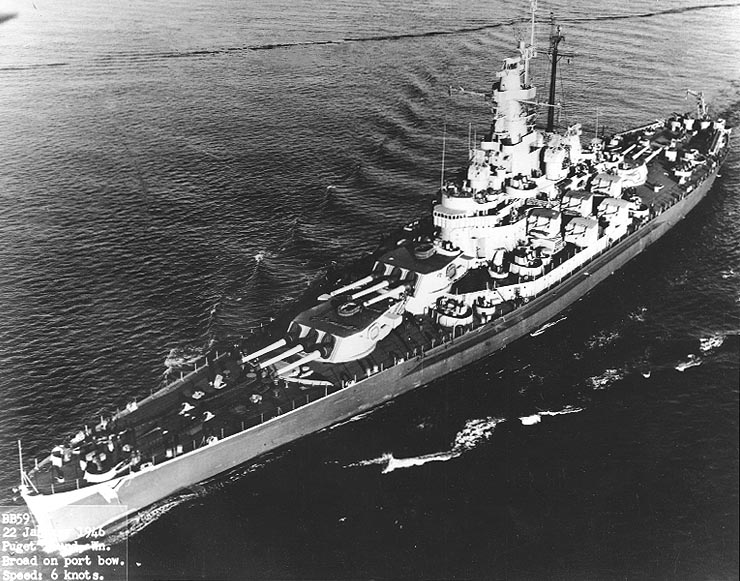
Massachusetts i Puget Sound 1946

Flottan återvände därefter till Leytebukten för att förbereda sig för nästa stora operation utanför Japan. Den snabba hangarfartygsstyrkan gick ut den 1 juli för attacker mot Honshu och koncentrerade sig till en början på området kring Tokyo. Den 14 juli avdelades Massachusetts för att bilda Grupp 34.8.1. med Indiana, South Dakota, två tunga kryssare och nio jagare. Fartygen skickades för att beskjuta ett industrikomplex i Kamaishi som omfattade Japan Iron Co. och Kamaishi stålverk; detta komplex var Japans näst största järn- och ståltillverkningscentrum, och detta var den första fartygsbaserade operationen som genomfördes mot de japanska hemöarna. Två veckor senare upprepade hon beskjutningen, den här gången riktad mot industrianläggningar i Hamamatsu. För denna operation fick de sällskap av slagskeppet HMS King George V och tre jagare från den brittiska Stillahavsflottan. En ny attack mot Kamaishi följde den 9 augusti, den här gången förstärktes Grupp 34.8 av slagskeppet Alabama.
Efter den japanska kapitulationen den 15 augusti lämnade Massachusetts regionen den 1 september för att genomgå en översyn i Puget Sound. Arbetet pågick till den 28 januari 1946, då hon seglade söderut till San Francisco i Kalifornien innan hon fortsatte till Hampton Roads i Virginia, som hon nådde den 22 april. Hon togs ur bruk den 27 mars 1947 i Norfolk, Virginia, och tilldelades reservflottan.
Under tiden som hon låg i reserv utarbetades planer för att modernisera Massachusetts och de andra fartygen i hennes klass om de skulle behövas för framtida aktiv tjänst. I mars 1954 föreslogs ett program för att utrusta de fyra fartygen med sekundära batterier bestående av tio dubbelmonterade 76 mm kanoner, men planen gick om intet. En annan plan för att omvandla fartyget till ett slagskepp med styrda robotar uppstod 1956-1957, men kostnaden för ombyggnaden visade sig vara för stor. Hon skulle ha fått alla tre huvudbatteritorn avlägsnade och ersatts med en dubbel RIM-8 Talos-avfyrningsramp framåt, två RIM-24 Tartar-avfyrningsramper bakåt, ubåtsjaktsutrustning och helikopterfaciliteter. Kostnaden för projektet skulle ha blivit 120 miljoner dollar. Massachusetts förblev ur tjänst fram till den 1 juni 1962, då hon ströks ur flottans listor. Medan hon var i reserv tog marinen bort cirka 5 000 ton utrustning för användning på andra fartyg, inklusive de båda flygplanskatapulter som användes för att skjuta upp pontonflygplan.

## Museifartyg
Efter att Massachusetts hade strukits, lobbade en grupp av dess tidigare besättning för att få slagskeppet bevarat som ett museifartyg. Massachusetts Memorial Committee lyckades samla in tillräckligt med pengar för att köpa fartyget från flottan, bland annat genom en donationskampanj för barn i delstaten, och den 8 juni 1965 överförde flottan äganderätten till fartyget till delstaten. Två månader senare, den 14 augusti, ankrade hon i Fall River, Massachusetts, vid Battleship Cove. I museet finns också jagaren Joseph P. Kennedy Jr., ubåten Lionfish, den före detta östtyska korvetten Hiddensee, ett par PT-båtar och många andra utställningar.